# Reggiane RE 103
Il Reggiane RE 103 fu un motore aeronautico dall'inconsueta disposizione dei cilindri a M od a W rovesciato, sviluppato e costruito dall'azienda aeronautica italiana Officine Meccaniche Reggiane nei primi anni quaranta e rimasto allo stadio di prototipo. Nei documenti ufficiali della ditta stessa poteva essere denominato anche Re 103, R.103 o Re.103.

## Storia del progetto
Già dal 1936, quando le Reggiane entrarono nel gruppo Caproni, cominciò la produzione su licenza di motori aeronautici, tra cui i Piaggio P.VII, i Piaggio P.XI ed i Fiat A.74. Questa produzione divenne in breve una delle principali attività dell'azienda. Parallelamente ad essa, cominciò anche la progettazione di motori da costruirsi autonomamente negli stabilimenti di Reggio Emilia. I primi esperimenti del 1937 portarono ad una serie di motori boxer raffreddati ad aria di bassa potenza denominati "Vortex", che, pur suscitando qualche interesse da parte del Ministero dell'aeronautica, non superarono lo stadio di progetto.
Nel 1940 fu costituito all'interno dell'azienda l'Ufficio Tecnico Motori per progettare nuovi propulsori per impiego aeronautico, i quali vennero denominati da RE 101 a RE 105, ottenuti sia sviluppando motori già esistenti che partendo da zero. Tra gli esponenti dei primi ci fu il RE 104 RC.38, sviluppo dell'Isotta Fraschini Asso L.121 RC.40 dotato di un compressore centrifugo ed alimentazione ad iniezione, che venne proposto senza esito quale alternativa al Daimler-Benz DB 601 nel 1941.
Il più importante e l'unico ad essere realizzato fu il RE 103, la cui progettazione cominciò lo stesso 1940 da parte di un gruppo di ingegneri tra cui Del Cupolo e Ruini. Si trattava di un ambizioso motore a 18 cilindri su tre bancate disposte a M, o W invertito, capace di prestazioni molto interessanti per l'epoca. A seconda del compressore utilizzato, ne furono previste due versioni, una per l'uso su caccia denominata RE 103 RC.50 I, con compressore a tre velocità e ristabilizzazione a 5 000 m ed una per bombardieri denominata RE 103 RC.40 I, con compressore a due velocità e ristabilizzazione a 4 000 m, più una possibile terza versione denominata RE 103 RC.57 I. Fu costruito nello stesso anno e collaudato con successo un monocilindrico che rappresentava la singola unità del motore, denominato P.40 L.
Lo sviluppo e la costruzione di un motore così complesso subì una lunga serie di ritardi, tanto che il primo prototipo venne completato solo nel 1942. Lo stesso anno fu progettata una versione dello stesso motore ottimizzata per l'alta quota, con diversi compressore a quattro velocità ed impianto di alimentazione che, per i cambiamenti effettuati, venne ridenominata RE 105 RC.100 I Secondo testimoni, venne costruito anche un secondo prototipo del RE 103, che non fece però in tempo ad essere testato. Infatti, all'armistizio il primo prototipo si trovava ancora in fase di prova, per cui gli occupanti tedeschi ordinarono di cessare ogni attività, non essendo per nulla interessati allo sviluppo di un nuovo propulsore equivalente ad altri di cui erano già da tempo in possesso. La sezione motoristica delle Reggiane da allora fu costretta a produrre solo parti per motori italiani o tedeschi utilizzati dagli occupanti.

## Utilizzatori
Il RE 103 venne proposto quale possibile propulsore del Reggiane Re.2004, costruito dalla stessa ditta, in alternativa al 24 cilindri Isotta Fraschini Zeta, quest'ultimo però si trovava comunque ad uno stadio di sviluppo molto più avanzato. Il RE 105 fu proposto anche per il caccia MTC, un progetto della Caproni Vizzola dotato di motore centrale posto dietro l'abitacolo del pilota, come sul Piaggio P.119 o sul Bell P-39 Airacobra, che però non andò oltre i disegni preparatori. Come per altri motori in linea dell'epoca, ne fu anche ipotizzato l'uso quale parte di un motoreattore.